# Hintere Ölgrubenspitze
De Hintere Ölgrubenspitze is een 3295 meter hoge bergtop in de Ötztaler Alpen op de grens tussen de gemeenten Kaunertal en Sankt Leonhard im Pitztal in de Oostenrijkse deelstaat Tirol.
De bergtop wordt van de noordelijker gelegen, hogere Vordere Ölgrubenspitze gescheiden door het 3094 meter hoge Ölgrubenjoch en de Ölgrubenkopf. Aan het eind van de graat naar het zuidwesten is, via een naamloos hoogtepunt op 3271 meter, de 3100 meter hoge Wannetspitze gelegen. Op de noordwestelijke flank van de Hintere Ölgrubenspitze ligt de gletsjer Sexegertenferner. Het Wannetjoch dat langs de zuidzijde van deze gletsjer loopt, verbindt de bergtop met de Nördliche en Südliche Sexegertenspitze in de Weißkam.
De Hintere Ölgrubenspitze is vanaf het Gepatschhaus in vier tot vierenhalf uur bereikbaar. Beklimming is ook mogelijk vanaf het Taschachhaus, vanwaar langs de Sexegertenbach het Ölgrubenjoch bereikt kan worden. De resterende hoogtemeters kunnen vanaf daar worden overwonnen door een tocht (UIAA-moeilijkheidsgraad II) over de noordoostelijke graat, die langs een weelde aan alpineflora voert over de eeuwige sneeuw van de gletsjer Ölgrubenferner. De gehele tocht neemt drie tot vier uur in beslag.